# Xyletobius capucinus
Xyletobius capucinus är en skalbaggsart som först beskrevs av Ferdinand Karsch 1881.  
Xyletobius capucinus ingår i släktet Xyletobius och familjen trägnagare. Inga underarter finns listade i Catalogue of Life.